# 李集街道 (武汉市)
李集街道是中华人民共和国湖北省武汉市新洲区下辖的一个街道办事处。位於武漢市新洲區中部，距離新洲邾城街12公里。於2001年成立。現面積86平方公里，人口62642人。

## 歷史
中华人民共和国成立前隶属黄冈县，1949年4月李集解放，划属黄冈第九区（仓埠）。
1958年成立李集人民公社，1961年改为李集区；1968年划出倒水河以西另设方杨乡，李集区改为李集镇；1999年9月成立李集街道办事处；2001年5月，李集街、张店镇合并成立李集街道办事处。

## 交通
本區交通便利，318國道、新施公路等交通要道橫貫該地區。

## 行政区划
李集街道下辖以下村级行政区划单位：
李集社区、张店社区、河头村、新河村、新街村、黄河村、胡田村、潘堤村、徐沟村、张集村、大游村、刘先村、李镇村、何程村、李寨村、彭岗村、张信村、罗岗村、四龙村、刘溪村、春光村、建群村、建新村、卫星村、张店村、任河村、张师村、黄畈村、吴太村、李中村、罗大湾村、桂山村、八屋村、长岭村、潮泥村、熊园村、新屋村、团强村、滕榨村、高中村、得胜村、西峰村、西湾村、胡店村和农科所村。